# Sphaerion inerme
Sphaerion inerme är en skalbaggsart som beskrevs av White 1853. Sphaerion inerme ingår i släktet Sphaerion och familjen långhorningar.
Artens utbredningsområde är:
- Paraguay.
- Uruguay.

Inga underarter finns listade i Catalogue of Life.